# Lécuyer Point
Der Lécuyer Point (französisch Pointe Lécuyer) ist eine Landspitze der Wiencke-Insel im westantarktischen Palmer-Archipel. Sie bildet die Südseite der Einfahrt zum Port Lockroy.
Teilnehmer der Vierten Französischen Antarktisexpedition (1903–1905) unter der Leitung des Polarforschers Jean-Baptiste Charcot entdeckten sie. Charcot benannte sie nach einem Geldgeber seiner Forschungsreise.